# Лисичић
Лисичић је насељено мјесто у Буковици, у сјеверној Далмацији. Припада граду Бенковцу у Задарској жупанији, Република Хрватска.

## Географија
Лисичић је удаљен 5,5 км источно од Бенковца.

## Историја
Лисичић се од распада Југославије до августа 1995. године налазио у Републици Српској Крајини.

## Култура
У насељу се налази римокатоличка црква Рођење Богородице Марије.

## Становништво
Према попису из 1991. године, насеље Лисичић је имало 499 становника. Према попису становништва из 2001. године, Лисичић је имао 268 становника. Лисичић је према попису становништва из 2011. године имао 263 становника.
| Демографија | Демографија | Демографија |
| Година      | Становника  | Становника  |
| ----------- | ----------- | ----------- |
| 1961.       | 714         |             |
| 1971.       | 673         |             |
| 1981.       | 569         |             |
| 1991.       | 499         |             |
| 2001.       | 268         |             |
| 2011.       |             | 263         |

## Попис 1991.
На попису становништва 1991. године, насељено место Лисичић је имало 499 становника, следећег националног састава:
| Попис 1991.‍  | Попис 1991.‍  | Попис 1991.‍ | Попис 1991.‍ | Попис 1991.‍ |
| ------------ | ------------ | ----------- | ----------- | ----------- |
|              |              |             |             |             |
| Хрвати       | Хрвати       |             | 479         | 95,99%      |
| Срби         | Срби         |             | 2           | 0,40%       |
| неопредељени | неопредељени |             | 1           | 0,20%       |
| непознато    | непознато    |             | 17          | 3,40%       |
| укупно: 499  |              |             |             |             |